# اسکار سریلو کرگال
اسکار سریلو کرگال (انگلیسی: Oscar Carregal; ۱۴ آوریل ۱۸۹۸ – تاریخ ورودی نامعتبر است) بازیکن فوتبال اهل برزیل بود.
از باشگاه‌هایی که در آن بازی کرده‌است می‌توان به باشگاه فوتبال فلامینگو اشاره کرد.
وی همچنین در تیم ملی فوتبال برزیل بازی کرده‌است.